# 松江市交通局
松江市交通局（まつえしこうつうきょく、通称松江市営バス、Matsue City Traffic Office）は、島根県松江市（旧松江市・旧八束町の区域）で自動車運送事業及び駐車場事業を運営する地方公営企業。
旧八束郡内の路線バスでは八束町のみ松江市交通局が運行している（旧宍道町、旧東出雲町を除く他の旧町村は一畑バスが運行）。

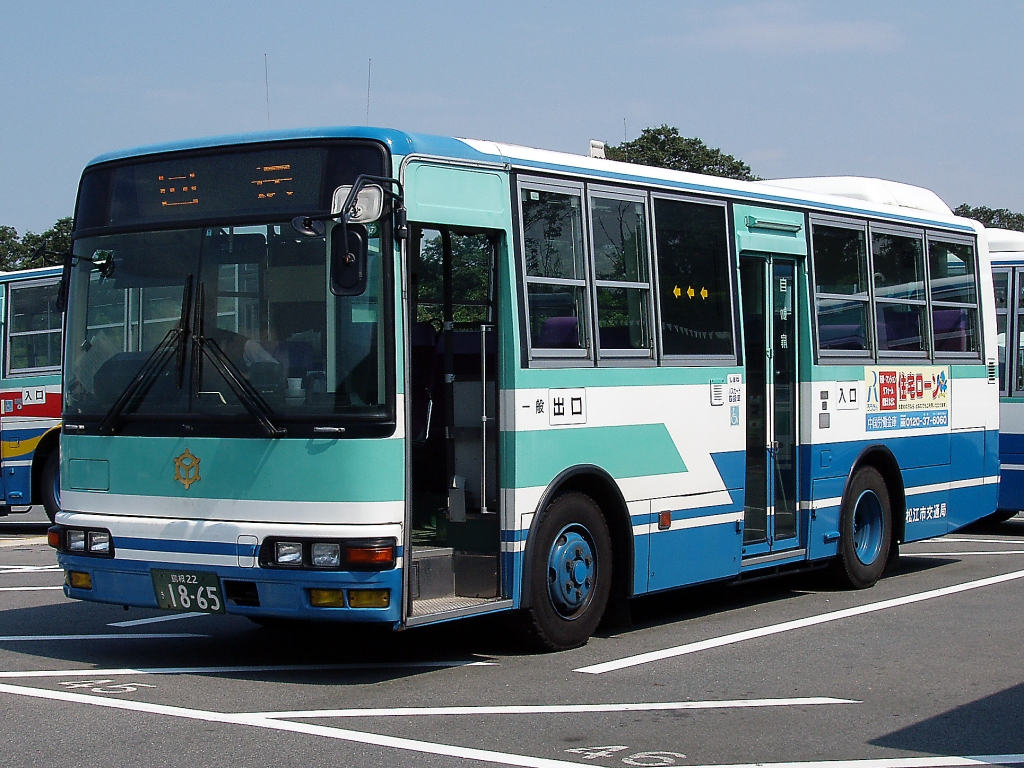
路線バス

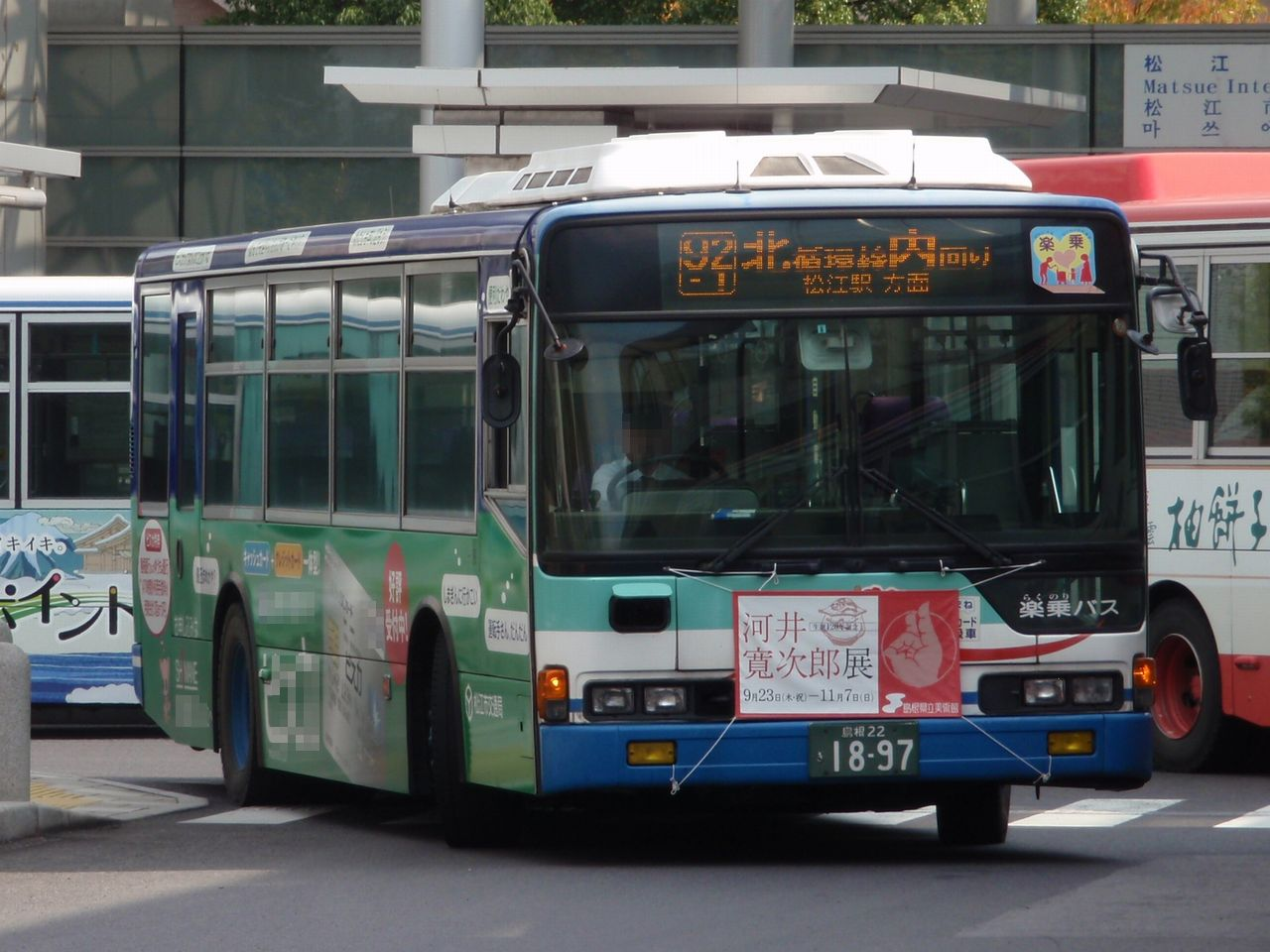
ノンステップ路線バス

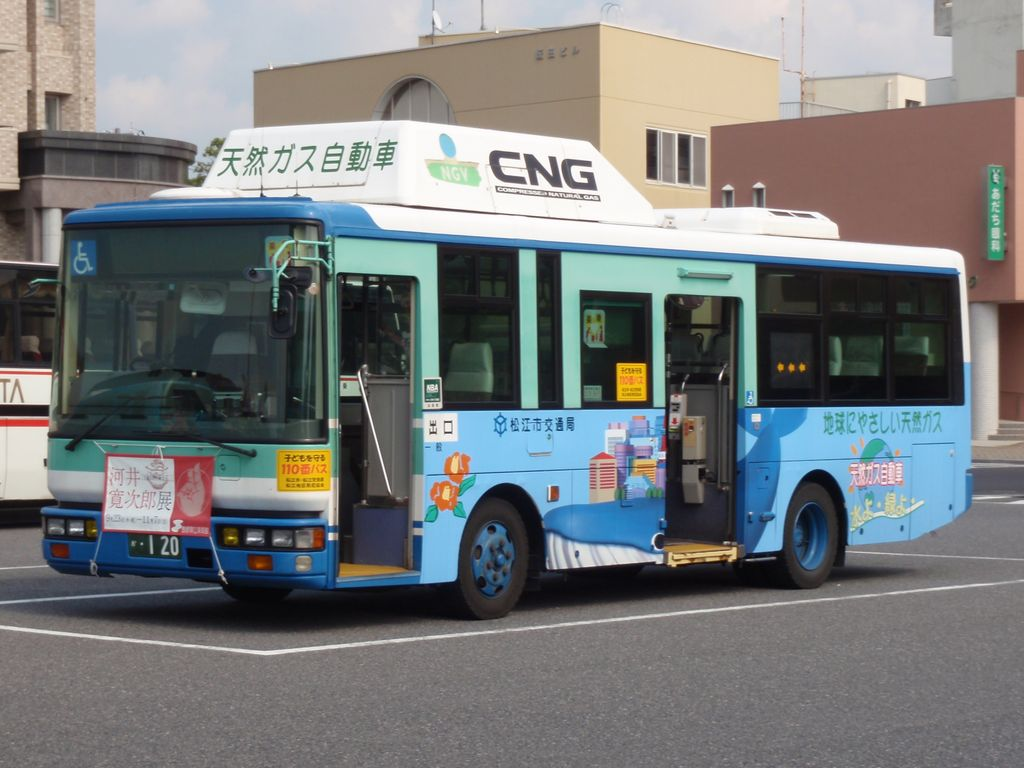
CNG路線バス

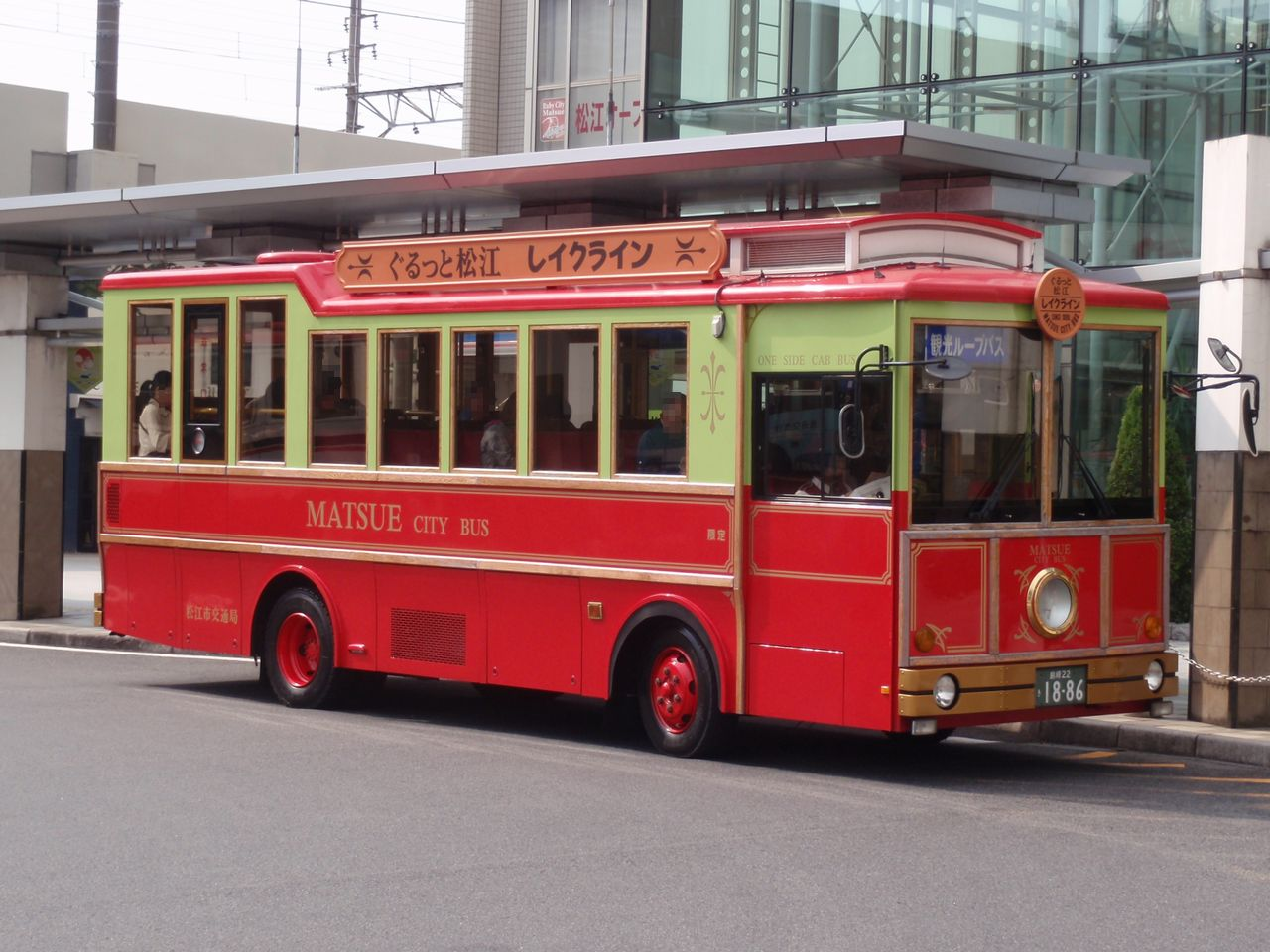
ぐるっと松江レイクライン

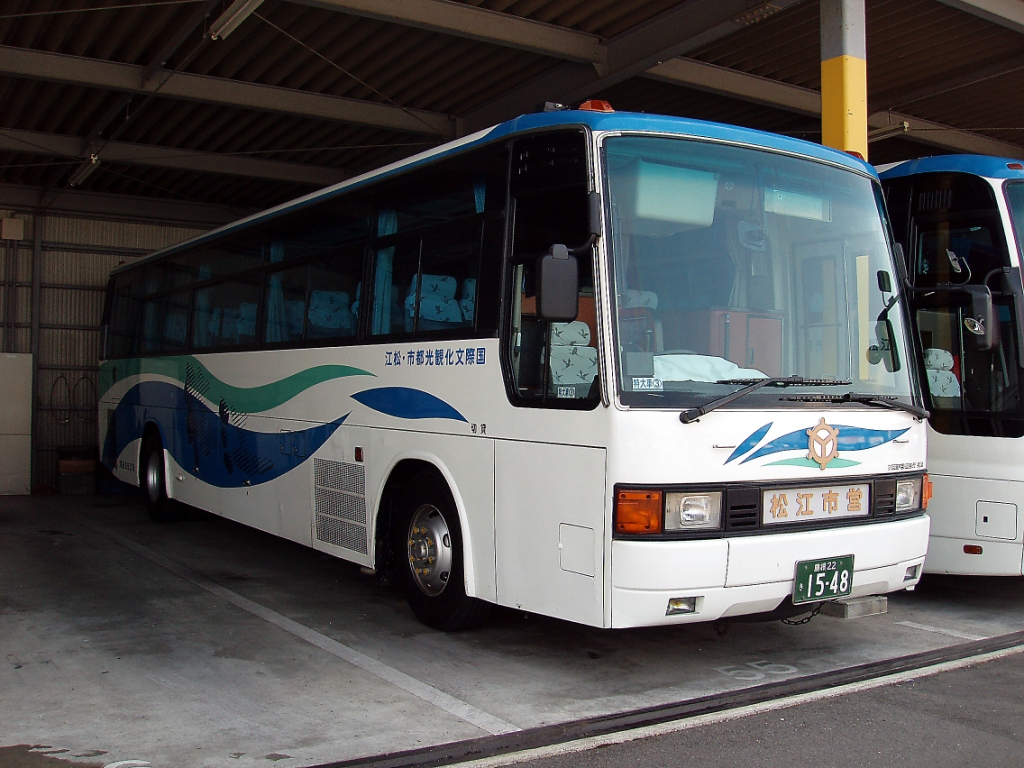
貸切バス

## 歴史
- 1929年（昭和4年）4月 市内の民営バス2社を松江市が買収、職員27人、バス13台で松江市営乗合自動車が営業開始。
- 1945年（昭和20年）事業を一畑電鉄に売却、休業となる。
- 1946年（昭和21年）事業を一畑電鉄から買い戻し、営業を再開。
- 1953年（昭和28年）貸切バス事業を開始。
- 1960年（昭和35年）車庫を従来の東朝日町車庫から大正町車庫へ移転。
- 1971年（昭和46年）車庫を西川津町(川津車庫)に移転。
- 1979年（昭和54年）車庫を山代町(古志原車庫)に移転。
- 1995年（平成7年）8月1日 観光周遊バス「ぐるっと松江レイクライン」運行開始[2]。
- 1997年（平成9年）2月28日 南北循環線の運行を開始。
- 1998年（平成10年）島根県共通バスカードを導入。
- 2001年（平成13年）3月 一部の古参車を除き、行先表示器が方向幕からLEDへの改造工事完了。
- 2001年（平成13年）5月1日 古志原より平成町に交通局・車庫が移転。
- 2001年（平成13年）中国地方のバス事業者で初めてのCNG（圧縮天然ガス）ノンステップバスを導入。
- 2007年（平成19年）4月1日 一畑バスから四季ヶ丘線、平成ニュータウン線、東高校線、八重垣線、ソフトビジネスパーク線、商業高校線、病院線を移管。
- 2009年（平成21年）4月 松江市交通局が創業80周年を迎える。
- 2011年（平成23年）4月1日 一畑バスから法吉ループ線、朝日ヶ丘・免許センター線を譲受。
- 2021年（令和3年）
  - 4月28日 観光周遊バス「ぐるっと松江レイクライン」においてICカード「ICOCA」を導入[3]。同時に全国相互利用サービスに対応した交通系ICカードが利用可能となる[3]。
  - 5月29日 路線バス全線においてICカードの利用エリア拡大[3][4]。
  - 10月1日 ICOCA定期券の発売を開始[5]。
- 2022年（令和4年）9月30日 この日をもって島根県共通バスカードの販売を終了。
- 2024年（令和4年）3月31日 この日をもって島根県共通バスカード・優待バスカードの利用を終了。払い戻しは2027年（令和9年）3月31日まで。
- 2024年（令和6年）4月1日 全路線のダイヤ・運行区間を大幅に変更。利用客が少ない一部のバス停を廃止。一畑バスと共通の金額式ICOCA定期券を導入。土日祝ワイドフリー制度、環境（エコ）定期制度、共通ファミリー定期券制度を廃止。
- 2024年（令和6年）10月1日 乗り継ぎ改善や一畑バスの減便に対応するため、川津線を増便し、通勤通学時間帯の便を増便。利用客が少ない夜間の便を一部減便。

## 営業所(車庫)の所在地
平成町車庫
- 島根県松江市平成町1751-21

## 車両
運行区間に城下町などの狭隘路線が多いため、一般路線用車両は中型車両が大半を占め、大型車の運行は南北循環線などに限られている。1990年代までは三菱ふそう製で統一されていたが、現在は日野自動車・いすゞ自動車製の車両を中心に導入している。一時期は日産ディーゼル（現・UDトラックス）製の車両も導入していた。
低床車や低公害車の導入に積極的で、1997年には中国地方で初めてノンステップバスを導入。また、松江市が都市ガス事業（松江市ガス局）を行っていることもあり、2001年には中国地方のバス事業者で初めてのCNG（圧縮天然ガス）ノンステップバスを導入した。2017年には大型ハイブリッド車両（ブルーリボンハイブリッド）を導入している。
過去、財政的に厳しかった時代には横浜市交通局など関東の事業者からの中古車両も導入していた。しかし、近年では電源立地地域対策交付金をもとに新車の導入が進んでいる。

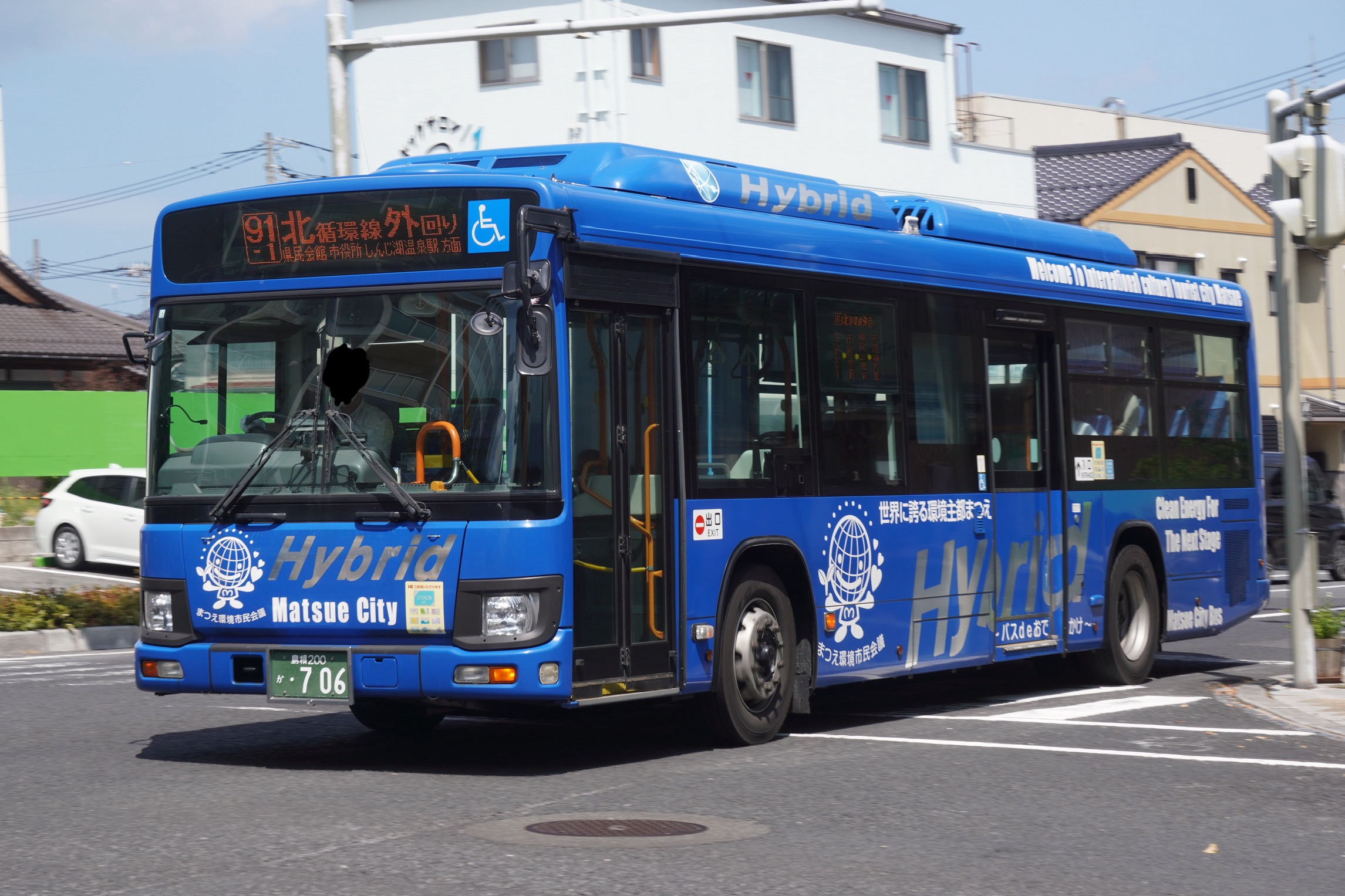
2017年導入のハイブリッドバス

観光ループバス「ぐるっと松江レイクライン」（専用車は東京特殊車体製ボディを架装）や、貸切バスも所有してい
る。機械式AT（INOMAT）を搭載するノンステップバスは2017年までに全廃となったが、2024年度からアリソン製AT搭載の車両を導入した。
旧型車両をLEDヘッドライトに換装している。
貸切バス用の車両は一般的なハイデッカーのほか、車椅子に対応したリフト付きの車両も存在する。

## 自動車運送事業

### 一般路線バス
詳細な運行案内は#外部リンクの松江市交通局サイトを参照のこと。
[（文頭方向への番号）/（文末方向への番号）]は行先番号で以下の通りとなっている。ただし、日赤病院前行については行先番号がない。かつて、松江駅行きも行先番号が設定されていなかったが、2008年4月1日の時刻改正により松江駅行にも行先番号が設定され、他の路線も行先番号が3桁表示（上2桁が下記の行先、下1桁が経由ルート）に変更されており、経由ルートが少し分かりやすくなった。（例えば、川津行なら 12-1、松江駅行なら 10-0 といった具合になる）
10：松江駅 12：川津 15：あじさいループ 16：テクノアークしまね 17：東高校前
23：かんべの里 24：県合同庁舎前
31：松江しんじ湖温泉駅 32：福祉センター前
40：竹矢
50：淞北台団地
63：八重垣神社 64：公園墓地中央 66：平成町車庫
70：八束町・江島 71：大海崎 72：女子高校前
95：法吉ループ右回り 96：法吉ループ左回り
（停留所名）は一部の便のみ停車。<停留所名/停留所名>はどちらかを経由。
- 川津線
  - [23-1/12-1] かんべの里 - 風土記の丘 - 風土記の丘入口 - 大庭十字路 - 山代町 - 古志原 - 上乃木 - 松江医療センター前 - 相生町入口 - 松江駅 - 大橋南詰 - 県民会館前 - 北堀町 - 島根大学前 - 川津
  - [24-1/12-1] 県合同庁舎前 - 古志原 - 上乃木 - 松江医療センター前 - 相生町入口 - 松江駅 - 大橋南詰 - 県民会館前 - 北堀町 - 島根大学前 - 川津
- あじさいループ内回り・外回り
  - [15-1/15-2] 松江駅 - 北公園 - 附属学園入口 - 国際交流会館前 - 養護学校前 - 四季ヶ丘東 - あじさい団地 - 国際交流会館前 - 附属学園前 - 南田町 - 県民会館前 - 大橋南詰 - 松江駅
    - 外回りは文末方向から順番にとまる。ゾーン制運賃となっており、北循環線の内側の区間は運賃は大人210円、小児110円。
- 竹矢線
  - [40-2/31・32-7] 竹矢 - 矢田 - 津田小学校入口 - イオン松江店前 - 松江駅 - 大橋南詰 - 県民会館前 - 市役所前 - 松江しんじ湖温泉駅 - 福祉センター前
  - [10-0]  - 竹矢 - 矢田 - 津田小学校入口 - イオン松江店前 - 松江駅
    - 竹矢 → 松江駅の片方向のみの運行（逆方向はなし）。土日祝日運休。

  - [17-0] 竹矢 → 矢田 → 津田小学校入口 → プラバホール入口 → 松江駅 → 島根大学前 → 東高校前
    - 竹矢 → 東高校前の片方向のみの快速便（逆方向はなし）。土日祝日運休。

  - [-] 松江駅 → 母衣小学校前 - 菅田庵入口 - 島根大学前 → 東高校前
    - 松江駅 → 東高校前の片方向のみの普通便（逆方向はなし）。松江東高校学休日運休。
- 八束線
  - [10-0/71-1・70-1・70-3] 松江駅 - 大橋南詰 - 県民会館前 - 総合体育館前 - 女子高校前 - <大海崎/上宇部尾町> - 八束町・由志園入口 - （江島）
  - [73-4] 松江しんじ湖温泉駅 - 国宝松江城大手前 - 総合体育館前 - 女子高校前
    - 松江しんじ湖温泉駅 → 女子高校前の片方向のみの運行（逆方向はなし）。土日祝日運休。

  - [73-2] 松江駅 - 総合体育館前 - 女子高校前
    - 松江駅 → 女子高校前の片方向のみの運行（逆方向はなし）。土日祝日運休。
- 平成テクノ線
  - [66-2/16-0]（公園墓地中央） - 平成町車庫 - 商業高校前 - 西の原住宅前 - 桧山 - <松江駅南口/イオン松江店前> - 松江駅 - 母衣小学校前 - 菅田庵入口 - テクノアークしまね
  - [66-7] 松江しんじ湖温泉駅 → 県民会館前 → 松江駅 → 相生町入口 → 西の原住宅前 → 商業高校前 → 平成町車庫
    - 松江しんじ湖温泉駅 → 平成町車庫の片方向のみの運行（逆方向はなし）。土日祝日運休。
- 八重垣線
  - [63-1/50-0] 八重垣神社 - 八重垣団地入口 - 南高校前 - 桧山 - 生協病院入口 - <松江駅南口/イオン松江店前> - 松江駅 - 大橋南詰 - 県民会館前 - 附属学園前 - 大界入口 - 淞北台団地
- 朝日ヶ丘線
  - [35・37] 松江駅 - 大橋南詰 - 県民会館前 - 内中原小学校前 - 松江しんじ湖温泉駅 - 盲学校入口 - イングリッシュガーデン - （古江 - 古江小学校入口 - 朝日ヶ丘南） - 授産センター
  - [34・36] 松江駅 - 大橋南詰 - 県民会館前 - 内中原小学校前 - 松江しんじ湖温泉駅 - 盲学校入口 - イングリッシュガーデン - （古江 - 古江小学校入口 - 朝日ヶ丘南） - 授産センター
- 法吉ループ右回り・左回り
  - [95/96] 松江駅 - 大橋南詰 - 県民会館前 - 北堀町 - 小泉八雲記念館前 - 春日南 - 社日公園前 - 比津が丘入口 - 比津が丘郵便局前 - 法吉団地 - 法吉 - 東淞北台 - 大界入口 - 南田町 - 県民会館前 - 日赤病院前 - 松江駅
    - 上記は右回り。左回りは松江駅 - 県民会館前の区間以外は文末方向から順番にとまる。ゾーン制運賃となっており、北循環線の内側の区間は運賃は大人210円、小児110円。

### 循環バス（一律運賃の路線）
詳細な運行案内は外部リンクの松江市交通局サイトを参照のこと。
[（文頭方向への番号）/（文末方向への番号）]は行先番号。
なお、一般路線と同様に2008年4月1日からは循環線も行先番号が3桁表示（上2桁が下記行先番号、下1桁が経由ルート）に変更されている（例：81-1）
（停留所名）は一部の便のみ停車。<停留所名/停留所名>はどちらかを経由。
- ぐるっと松江レイクライン（運賃は大人210円、小児110円）
- 南北循環線（運賃は大人210円、小児110円。ICカードに限り指定停留所で南北循環線を1時間以内に乗り継ぐ場合は、乗り継いだ方の運賃が半額（10円未満切り上げ）となり、合算で大人320円、小児170円）
  - 南循環線
    - [81-1・81-2/82-1] 市立病院 - 農林高校前 - 乃木駅 - 県立美術館前 - 灘町 - 松江駅 - イオン松江店前 - 津田小学校入口 - 県合同庁舎前 - 古志原 - 県立大学前 - 市立病院
      - 上記は外回り。内回りは文末方向から順番にとまる。

  - 北循環線
    - [91-1・91-3/92-1・92-3] 松江駅 - 灘町 - 宍道湖大橋南詰 - 須衛都久神社前 - （県民会館前） - 市役所前 - 松江しんじ湖温泉駅 - 黒田町 - 春日南 - 大界入口 - 島根大学前 - 附属学園入口 - くにびきメッセ前 - 松江駅
      - 上記は外回り。内回りは文末方向から順番にとまる。
        - 2009年度は、創業80周年記念としてバスの日である9月20日当日限定で南北循環線の運賃が終日無料化されている。
- 病院循環線（運賃は大人210円、小児110円）
  - 松江駅 → 大橋南詰 → 県民会館前 → 日赤病院前 → 松江駅 → 相生町 → 松江医療センター → 新縄手橋・松江記念病院入口 → 市立病院 → 茶山 → 生協病院前 → 西津田七丁目 → 松江駅南口 → 松江駅
    - 松江駅から北側を外回り、松江駅から南側を内回りで運行（逆方向はなし）。土日祝日運休。

  - 松江駅 → 相生町 → 松江医療センター → 新縄手橋・松江記念病院入口 → 市立病院 → 茶山 → 生協病院前 → 西津田七丁目 → 松江駅南口 → 松江駅
    - 松江駅から南側を内回りで運行（逆方向はなし）。土日祝日運休。

## 駐車場事業
下記の駐車場を管理している。
- 松江市営大手前駐車場
- 松江市営城山西駐車場
- 松江市営白潟駐車場